# 長耳攀鼠屬
長耳攀鼠屬（学名：Malacothrix typica），哺乳綱、囓齒目、馬島鼠科的一屬，而與長耳攀鼠屬（長耳攀鼠）同科的動物尚有大攀鼠屬（大攀鼠）、道氏攀鼠屬（道氏攀鼠）、溜攀鼠屬（溜攀鼠）、剛果攀鼠屬（剛果攀鼠）等之數種哺乳動物。